# Condylostylus denticulatus
Condylostylus denticulatus är en tvåvingeart som beskrevs av Van Duzee 1931. Condylostylus denticulatus ingår i släktet Condylostylus och familjen styltflugor. Inga underarter finns listade i Catalogue of Life.